# Municipio de Duke
El municipio de Duke (en inglés: Duke Township) es un municipio ubicado en el  condado de Harnett en el estado estadounidense de Carolina del Norte. En el año 2000 tenía una población de 5.965 habitantes.

## Geografía
El municipio de Duke se encuentra ubicado en las coordenadas 35°18′32.57″N 78°40′3.58″O / 35.3090472, -78.6676611.